# Гарріс (Айова)
Гарріс (англ. Harris) — місто (англ. city) в США, в окрузі Оссеола штату Айова. Населення — 151 особа (2020).

## Географія
Гарріс розташований за координатами 43°26′37″ пн. ш. 95°26′14″ зх. д. / 43.44361° пн. ш. 95.43722° зх. д. (43.443514, -95.437093).  За даними Бюро перепису населення США в 2010 році місто мало площу 2,05 км², уся площа — суходіл.

## Демографія
Згідно з переписом 2010 року, у місті мешкало 170 осіб у 75 домогосподарствах у складі 45 родин. Густота населення становила 83 особи/км².  Було 90 помешкань (44/км²).
Расовий склад населення:
| - 97,6 % — білих - 1,2 % — корінних американців |

До двох чи більше рас належало 1,2 %. Частка іспаномовних становила 1,2 % від усіх жителів.
За віковим діапазоном населення розподілялося таким чином: 20,6 % — особи молодші 18 років, 65,3 % — особи у віці 18—64 років, 14,1 % — особи у віці 65 років та старші. Медіана віку мешканця становила 44,0 року. На 100 осіб жіночої статі у місті припадало 109,9 чоловіків;  на 100 жінок у віці від 18 років та старших — 114,3 чоловіків також старших 18 років.
Середній дохід на одне домашнє господарство  становив 41 604 долари США (медіана — 34 107), а середній дохід на одну сім'ю — 49 015 доларів (медіана — 47 000). За межею бідності перебувало 16,8 % осіб, у тому числі 35,3 % дітей у віці до 18 років та 0,0 % осіб у віці 65 років та старших.
Цивільне працевлаштоване населення становило 81 осіб. Основні галузі зайнятості: виробництво — 25,9 %, будівництво — 18,5 %, роздрібна торгівля — 11,1 %, освіта, охорона здоров'я та соціальна допомога — 11,1 %.